# Флаг Жуковского
Флаг городского округа Жуко́вский Московской области Российской Федерации — опознавательно-правовой знак, служащий официальным символом муниципального образования.
Флаг утверждён 25 апреля 2002 года решением Совета депутатов города Жуковского № 36/СД, как флаг муниципального образования «Город Жуковский» (после муниципальной реформы 2006 года — городской округ Жуковский Московской области), и внесён в Государственный геральдический регистр Российской Федерации с присвоением регистрационного номера 960.
13 декабря 2012 года, решением Совета депутатов городского округа Жуковский № 79/СД, данный флаг установлен официальным символом городского округа Жуковский Московской области и утверждено положение о флаге городского округа.
Дизайн флага разработан авторской группой в составе: Игорь Гончар (идея флага), Константин Мочёнов (геральдическая доработка), Галина Туник (обоснование символики), Сергей Исаев и Юрий Коржик (компьютерный дизайн).

## Описание
Описание флага, утверждённое решением Совета депутатов города Жуковского от 25 апреля 2002 года № 36/СД, гласило:
«Флаг муниципального образования „Город Жуковский“ представляет собой прямоугольное полотнище синего цвета с соотношением ширины к длине 2:3, несущее посередине фигуры из герба города, составляющие 2/3 ширины флага»
Описание флага, утверждённое решением Совета депутатов городского округа Жуковский от 13 декабря 2012 года № 79/СД, гласит:
«Флаг представляет собой прямоугольное полотнище лазоревого (синего) цвета с отношением ширины к длине 2:3, в центре которого воспроизводится композиция фигур из герба городского округа Жуковский. Размеры фигур составляют 2/3 ширины флага и выполнены в жёлтом цвете».
Фигуры герба представляют собой три широких наконечника стрел, сопровождённые вверху вписанным по сторонам лётом.

## Обоснование символики
Флаг составлен на основании герба города Жуковский по правилам и соответствующим традициям вексиллологии и отражает исторические, культурные, социально-экономические, национальные и иные местные традиции.
На месте города Жуковского ранее были расположены села Новорождествено и Колонец. Попытка построить на этой территории город была впервые предпринята в начале XX века. По замыслу управляющего Московско-Казанской железной дорогой Николая фон Мекка, южнее Москвы, в районе платформы Прозоровская, должны были расположиться крупнейший железнодорожный узел и новый Казанский вокзал—2. В 1913 году проект был принят для реализации, однако строительству помешала война, а потом революция. В память о городе-саде остались здания больничного городка, сильно пострадавшие от перестроек в советское время, сегодня в них расположен театр «Стрела».
В 1933 году, рядом с дачным поселком Отдых, была утверждена строительная площадка под строительство Центрального аэрогидродинамического института (ЦАГИ), а в начале 1935 года началось строительство ЦАГИ. В 1938 году поселку было присвоено имя донбасского шахтёра А. Стаханова. В апреле 1947 года, Указом Президиума Верховного Совета РСФСР, посёлок получил статус города и название «Жуковский» в честь великого русского учёного, основоположника современной аэродинамики Н. Е. Жуковского.
В настоящее время рядом с городом Жуковский помимо ЦАГИ им. Жуковского также располагается Лётно-исследовательский институт им. М. М. Громова (ЛИИ) и другие научные учреждения и предприятия, связанные с лётной исследовательской и испытательной работами, что отражено во флаге лётом — обобщенным символом воздухоплавания. Главными фигурами флага являются золотые наконечники стрел — древнейшее оружие, символизирующее непреклонность, отвагу, мужество и целеустремленность в достижении поставленных целей.
Три стрелы, заключающие в себе идею взлёта, аллегорически отображают профиль города Жуковский — конструирование, построение и испытание военных самолётов.
Жёлтый цвет (золото) символизирует богатство, справедливость, уважение, великодушие.
Синий цвет полотнища аллегорически изображает небо, воздух.
Синий цвет (лазурь) — символ возвышенных устремлений, мышления, искренности и добродетели.